# Cristo en éxtasis (El Greco)
Cristo en éxtasis o Cristo en plegaria o Cabeza de Cristo es el tema de tres obras de Doménikos Theotocópuli, conocido como el Greco. Esta temática debió ser poco importante en su producción, ya que solamente han llegado hasta nuestros días tres obras, que Harold Wethey considera realizados con la colaboración del taller del maestro.

## Introducción
La iconografía de Cristo en éxtasis, o Cristo en plegaria es diferente de la del Salvator Mundi, en la que Cristo aparece bendiciendo con su mano derecha, y con la izquierda sosteniendo o apoyada en un orbe.
Estas tres obras fueron probablemente pintadas para capillas privadas. Jesús aparece girado hacia la derecha y con la cabeza ligeramente inclinada hacia la izquierda. El modelado, la expresión y la posición de su rostro —rodeado por un nimbo— son una versión simplificada de la cabeza de Cristo en El Expolio. El Greco utilizó un delicado impasto para enfatizar los efectos de la luz, principalmente en el lado izquierdo de la frente y en el cabello. Una línea oscura en los labios realza el efecto de los labios, algo separados.

## Análisis de las obras

### Versión de Praga

#### Datos técnicos y registrales
- Galería Nacional de Praga;[5]
- Firmado con letras griegas en cursiva, en la parte derecha sobre la espalda: δομήνικος θεοτοκóπουλi (sic) ε'ποíει;
- Pintura al óleo sobre lienzo;
- Dimensiones: 61 x 46 cm según Wethey;[6]
- Datación: ca.1590-1595 según Wethey .(1585-1597 según el museo);
- Catalogado por Wethey con el n º. 47 y por Tiziana Frati con la referencia 78-a.[7]

#### Comentario sobre la obra
Gudiol señala la complejidad que esconde la aparente sencillez de esta obra. El Greco usa unos procedimientos diferentes de lo que en su época era considerado normal, una especie de "trucos", distintos del puntillismo, pero que en el fondo buscan el mismo efecto. No se desvía de la forma tradicional de representación, pero intensifica la sensación de vida en la imagen.

#### Procedencia

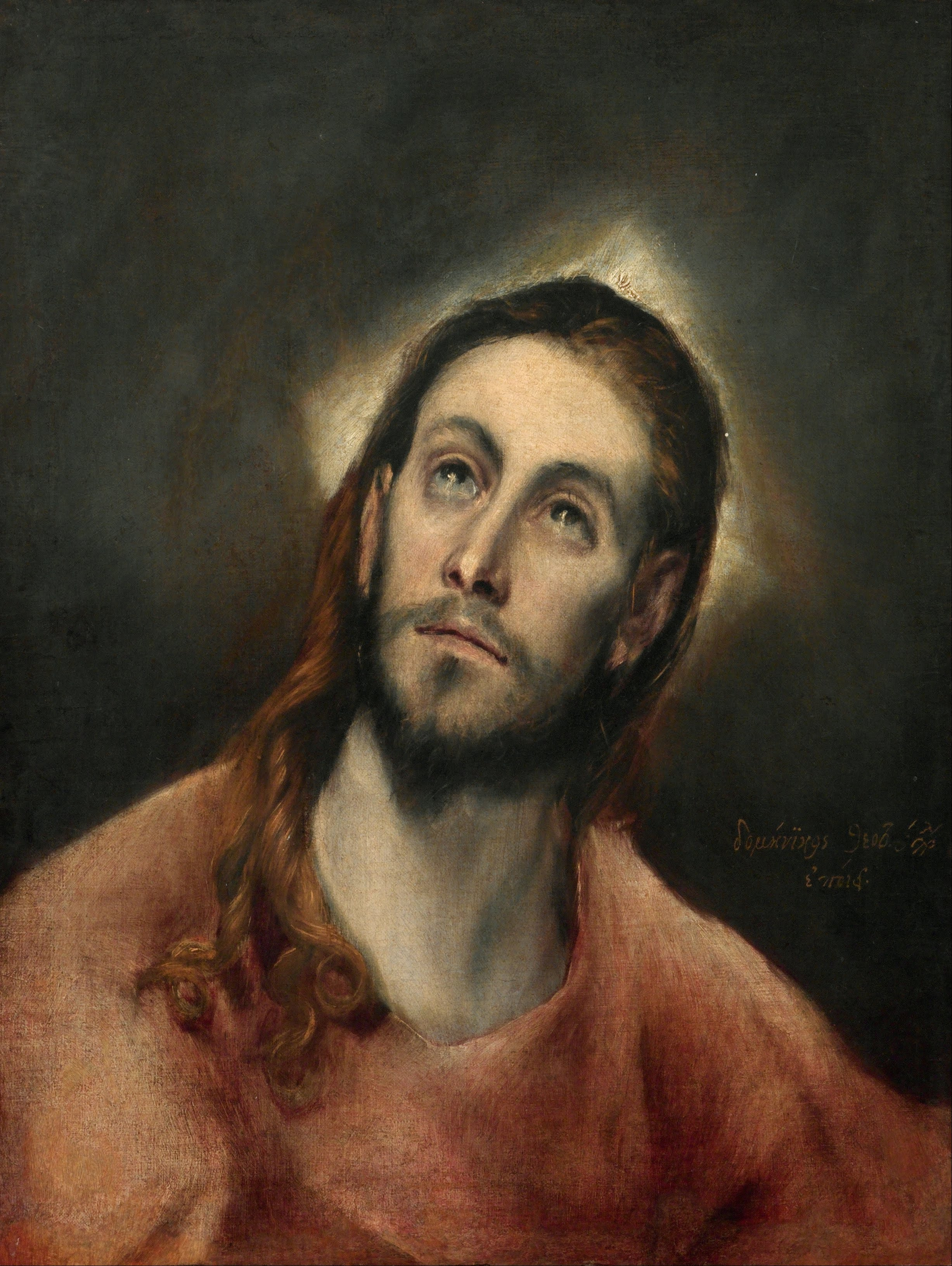
Versión de la Galería Nacional de Praga

1. Condesa de Quinto;?
2. Castillo Konopiště.[9]

### Versión deSan Antonio (Texas)

#### Datos técnicos y registrales
- McNay Art Museum. Accession Nunber:1950.56;[10]
- Pintura al óleo sobre lienzo;
- Dimensiones: 50 x 39 cm según Wethey (50.5 x 38.9 cm según el museo);
- 1580-85 según Wethey (1579.1586 según el museo);
- Catalogado por Wethey con el n º. 48 y por Tiziana Frati con la referencia 78-b.

#### Descripción de la obra
Limpiado y restaurado de forma abusiva, el cuadro ha perdido las veladuras finales, y los retoques modernos en los ojos y en la barba producen un efecto confuso.

#### Procedencia
1. Colección particular, Madrid;
2. Colección particular, Barcelona (1926);
3. Thomas Harris, Londres;
4. Dalzell Hatfield Galleries, Los Ángeles.Versión del museo San Telmo

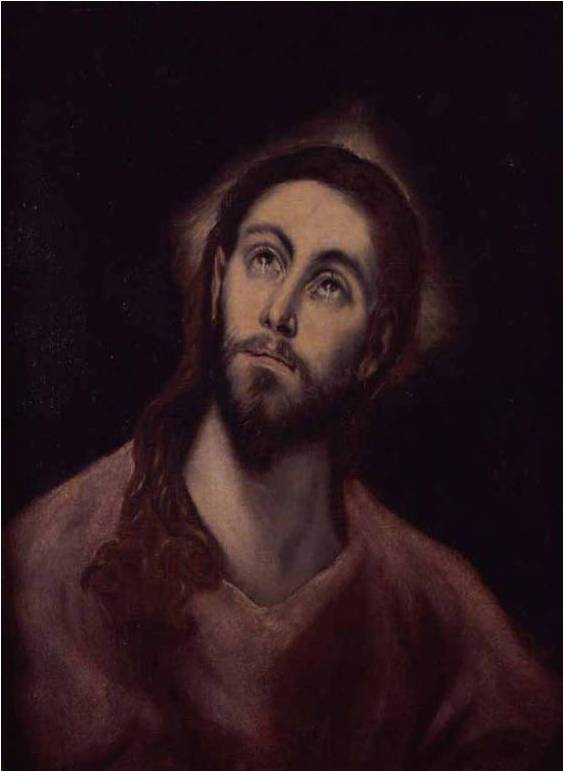
Versión del museo San Telmo

### Versión de San Sebastián

#### Datos técnicos y registrales
- San Sebastián, Museo San Telmo, n º. de inventario: P-000022.[12]
- Pintura al óleo sobre lienzo;
- Dimensiones: 62 x 47 cm según Wethey. (63 x 50 cm según el museo);
- Datación: 1590-95 según Wethey (ca. 1592-96 según el museo);
- Catalogado por Wethey con el n º. 49 y por Tiziana Frati con la referencia 78-c.

#### Descripción de la obra
En este museo, la pintura está catalogada con el nombre de "El Salvador" Una limpieza abusiva  abusiva redujo el cabello al rojo oscuro de la preparación, y la túnica a un color rojo pálido.

#### Procedencia
1. Luis de Errazu, Madrid y Bilbao.